# Episodi di Mr. Belvedere (quarta stagione)
La quarta stagione della serie televisiva Mr. Belvedere è stata trasmessa in anteprima negli Stati Uniti d'America dalla ABC tra il 30 ottobre 1987 e il 6 maggio 1988.
| nº | Titolo originale  | Titolo italiano | Prima TV USA     | Prima TV Italia |
| -- | ----------------- | --------------- | ---------------- | --------------- |
| 1  | The Initiation    |                 | 30 ottobre 1987  |                 |
| 2  | TV George         |                 | 6 novembre 1987  |                 |
| 3  | Triangle          |                 | 13 novembre 1987 |                 |
| 4  | Marsha's Job      |                 | 20 novembre 1987 |                 |
| 5  | Moonlighting      |                 | 27 novembre 1987 |                 |
| 6  | The Wedding       |                 | 4 dicembre 1987  |                 |
| 7  | Fall Guy          |                 | 11 dicembre 1987 |                 |
| 8  | Christmas Story   |                 | 18 dicembre 1987 |                 |
| 9  | G.I. George       |                 | 8 gennaio 1988   |                 |
| 10 | Kevin's Model     |                 | 15 gennaio 1988  |                 |
| 11 | Commentary        |                 | 22 gennaio 1988  |                 |
| 12 | The Diary         |                 | 29 gennaio 1988  |                 |
| 13 | The Trip (Part 1) |                 | 5 febbraio 1988  |                 |
| 14 | The Trip (Part 2) |                 | 12 febbraio 1988 |                 |
| 15 | FoxTrot           |                 | 4 marzo 1988     |                 |
| 16 | Heather's Monk    |                 | 11 marzo 1988    |                 |
| 17 | Kevin Nightengale |                 | 18 marzo 1988    |                 |
| 18 | The Apartment     |                 | 25 marzo 1988    |                 |
| 19 | Graduation        |                 | 29 aprile 1988   |                 |
| 20 | The Counselor     |                 | 6 maggio 1988    |                 |